# كيفن هاردكاسل
كيفن هاردكاسل هو كاتب كندي، ولد في 8 أغسطس 1980.